# ملاك الرب

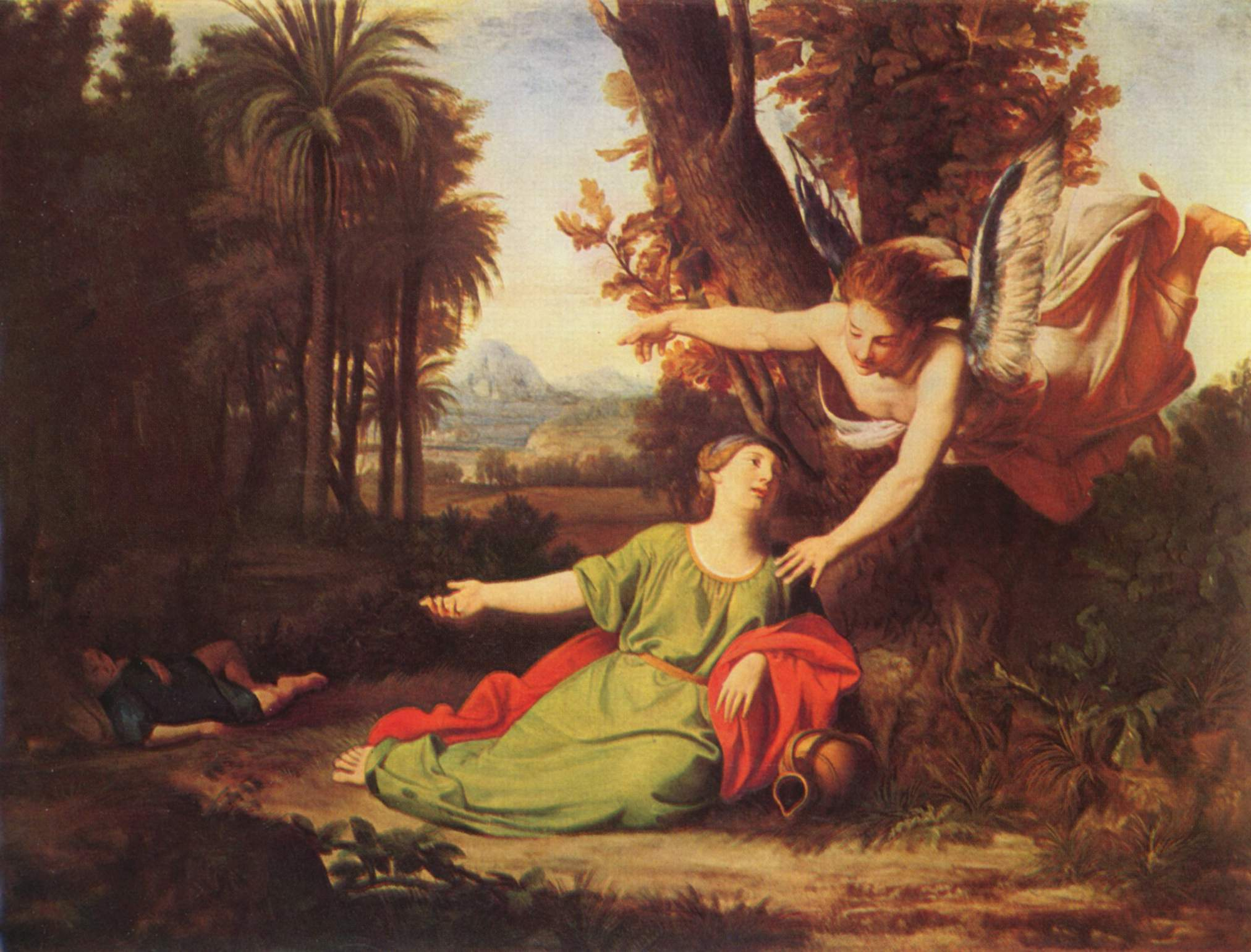
ظهور ملاك الرب لهاجر في البرية كما صوره نقولا كولومبل (1644-1717)

ملاك الرب هو كيان يظهر في الكتاب العبري عدة مرات نيابة عن يهوه.